# Damil (La Coruña)
Damil (oficialmente Damil de Arriba) es una aldea española situada en la parroquia de Figueroa, del municipio de Abegondo, en la provincia de La Coruña, Galicia.

## Demografía
| Gráfica de evolución demográfica de Damil entre 1999 y 2023 |
|                                                             |
| Datos según el nomenclátor publicado por el INE.            |